# بریگاد سرخ

پرچم بریگارد سرخ

بریگاد سرخ (به ایتالیایی: Brigate Rosse) سازمان مسلح چریکی و چپ افراطی بود که در دههٔ ۷۰ و ۸۰ میلادی در ایتالیا فعالیت می‌کرد. این سازمان به عنوان مسئول تعدادی ترور سیاسی در آن دوره شناخته می‌شود. مهمترین ترور آن‌ها، قتل آلدو مورو نخست‌وزیر سابق ایتالیا در ۱۹۷۸ می‌باشد.
بریگاد سرخ با هدف برقراری حکومت انقلابی و خارج کردن ایتالیا از سازمان پیمان آتلانتیک شمالی (ناتو) دست به مبارزهٔ مسلحانه زدند.
مؤسس این سازمان رناتو کورچیو است. فیلم  سال اسلحه   year of the gun  ۱۹۹۱ به بخشی از فعالیت های این گروه و ربودن آلدو مورو می‌پردازد.

## جستارهایی وابسته
- عملیات گلادیو
- آلدو مورو
- بلوک شرق